# Dornier Do 215
Dornier Do 215 byl německý lehký bombardér, průzkumný letoun a později noční stíhač původně vyráběný pro export, ale nakonec však téměř všechny letouny sloužily v Luftwaffe. Následníkem strojů Do 215 se staly Do 217.

## Vývoj

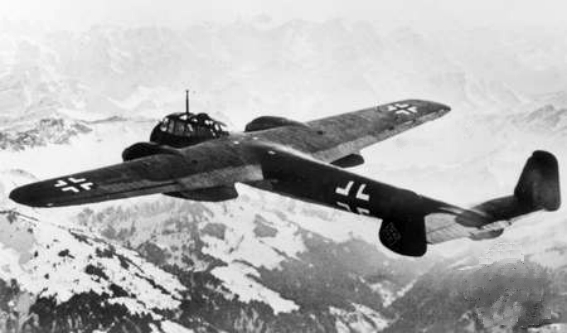
Do 215 za letu, cca 1941

Po úspěšném vystoupení letounu Dornier Do 17 v roce 1937 v Curychu se RLM rozhodlo přidělit jednomu Do 17Z-0 z ověřovací série nové označení Do 215 V1 (D-AIIB). Letoun měl sloužit k propagaci tohoto typu v zahraničí.
Na export pro Jugoslávii byl určen další Do 17Z-0, který obdržel dvouhvězdicové čtrnáctiválcové vzduchem chlazené pohonné jednotky Gnome-Rhône 14N 1/2. Stroj pak dostal označení Do 215 V2 a byl předveden jugoslávským představitelům letectva.
Druhý prototyp však nevykazoval lepší výkony než jugoslávské licenční Do 17 K. Říšské ministerstvo letectví proto rozhodlo o stavbě třetího prototypu Do 215 V3 s řadovými dvanáctiválcovými kapalinou chlazenými motory Daimler-Benz DB 601 A o vzletovém výkonu 809 kW. Na jaře 1939 stroj s lepšími výkony v porovnání s Do 17 Z oceňovaly četné zahraniční komise.
Na podzim 1939 proto přišla zahraniční objednávka na stavbu 18 kusů Do 215 A-1 pro Švédsko, jejichž výroba se rozběhla koncem roku. Flygvapnet však po uvalení německého embarga na vývoz bombardérů tyto stroje nikdy nedostalo. Luftwaffe výrobu převzala pod novým označením Dornier Do 215 B-0 a Do 215 B-1. Dohotovené dálkové fotoprůzkumné letouny byly zařazeny k 3. průzkumné letce vrchního velení vojenského letectva (3.Aufkl.St./Ob.d.L.).
Po obsazení Norska německou armádou začala jednotka operovat od léta 1940 z letiště Stavanger. Její výzbroj tvořilo 13 Do 215 B-0 a B-1 společně s trojicí strojů Heinkel He 111.
Jediné dva stroje Do 215 B-3 byly společně s jinými typy v roce 1940 dodány do SSSR J. V. Stalinovi.
Od března roku 1940 začaly přicházet Do 215 B-4 se zdokonalenou fotografickou výstrojí přístroji Rb 50/30 a Rb 20/30. Obrannou výzbroj tvořilo šest pohyblivých kulometů MG 15 ráže 7,9 mm. Při plnění kombinovaných bombardovacích a průzkumných úkolů nesly stroje navíc pět 50 kg pum, při letech na kratší vzdálenost až 10 kusů těchto pum.
V květnu 1940 tvořily tři Do 215 B součást výzbroje 1. Staffel der Aufkl.Gr./Ob.d.L., 2. Staffel měla 10 kusů a 3. Staffel 11 letounů. Zanedlouho byly zařazeny také k 1.(F)/124, 1.(F)/100 a 1. Nachtaufklärungsstaffel.

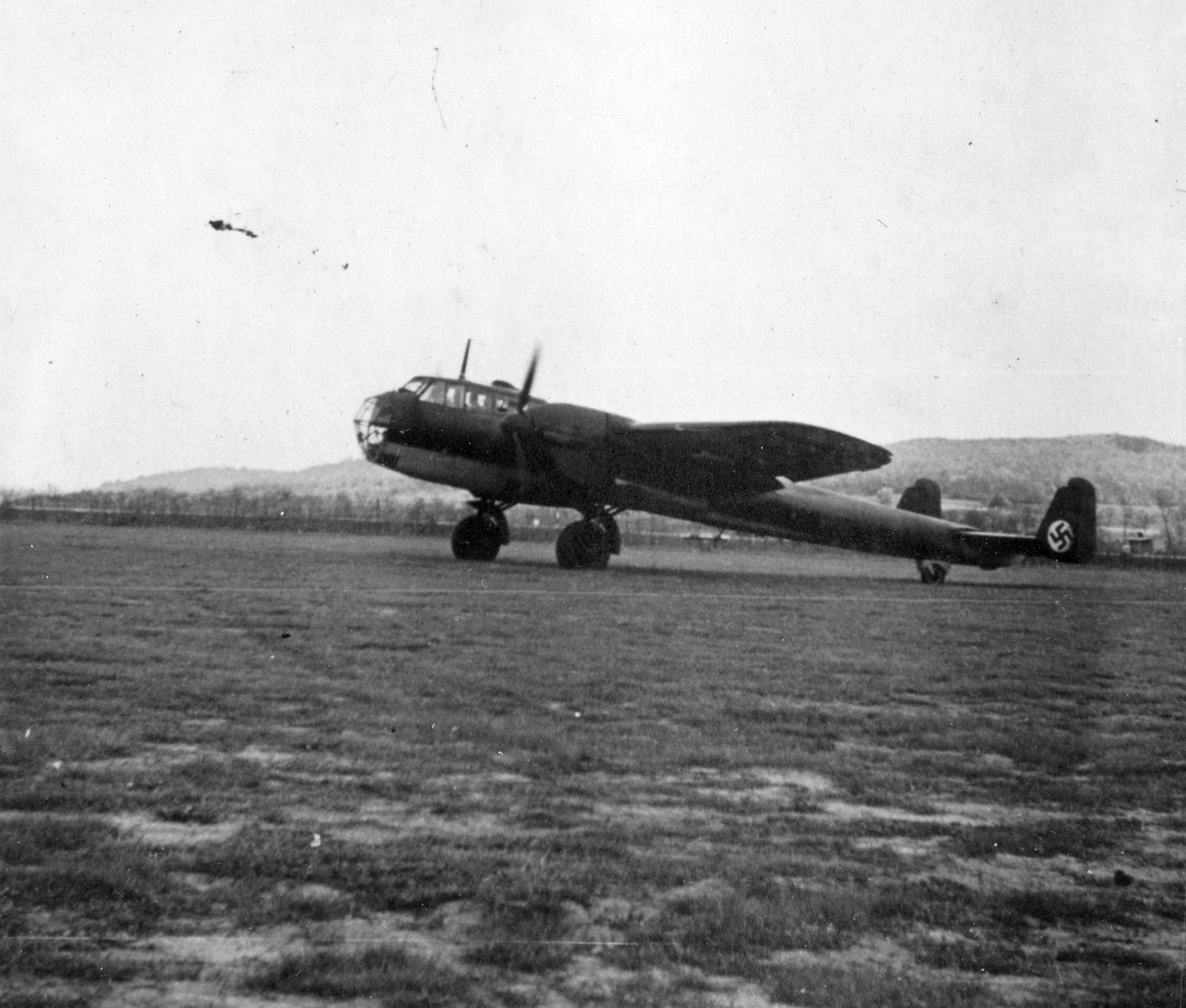
Dornier Do-215

Úspěšná přestavba letounu Do 17 Z-3 na noční stíhací Do 17 Z-10 Kauz II s detektorem infračerveného záření Spanner-Anlage a jeho ukazatelem Q-Rohr na palubní desce, uskutečněná koncem podzimu 1940, vedla velení německého letectva k podobné úpravě letounů Do 215 B-4. Došlo tak k rychlé přestavbě několika kusů na Do 215 B-5 se zakrytou zahrocenou přídí před kabinou s čtyřmi kulomety MG 17 ráže 7,9 mm a dvojicí kanónů MG FF ráže 20 mm. Koncem roku 1940 byly zahájeny jejich dodávky ke 4./NJG 1 se základnou v nizozemském Leeuwardenu. Účinnost nočních útoků na nepřátelské letouny byla vylepšena instalací prvního předsériového radaru Telefunken FuG 202 Lichtenstein-Gerät do jednoho Do 215 B-5 ze stavu 4./NJG 1. Radar měl dosah od 183 do 4000 m a pracoval na frekvenci 490 MHz. Vyznačoval se velkým počtem malých dipólových antének nesených na ramenech před přídí, avšak tato instalace snižovala rychlost stroje až o 25 km/h. První sestřel bombardéru Royal Air Force zachyceného tímto zařízením dosáhl Oberleutnant Ludwig Becker 9. srpna 1941. Dalších sestřelů na radarovém Do 215 B-5 dosáhl Becker 15. a 23. srpna, 11. září a 2. října, z nichž poslední na vzdálenost 2790 m znamenal konečné uznání FuG 202 a jeho masové zavedení.
Posledních 20 letounů varianty B-4 bylo dokončeno jako B-5, které pak sloužily u NJG 1 a 2 až do začátku roku 1944. V první polovině roku 1942 předala Luftwaffe 10 Do 215 B-4 maďarskému letectvu, kde doplnily šest He 111 P-2 a P-4 u 1. dálkové průzkumné skupiny na východní frontě. S výjimkou stíhacích Do 215 B-5 byly zbývající „dvěstěpatnáctky“ staženy z bojových oblastí v roce 1942.
Samotná výroba Do 215 B byla ukončena po dohotovení 101 exempláře na začátku roku 1941.

## Uživatelé
Německo
- Luftwaffe

 Maďarsko

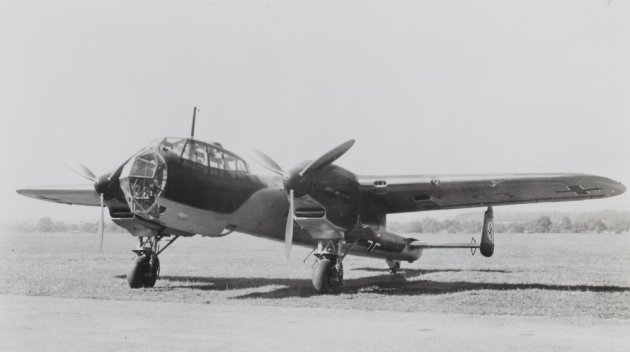
Dornier Do 215

- Maďarské královské letectvo [2] používalo nejméně 11 letounů.

 Sovětský svaz
- Sovětské letectvo od Německa zakoupilo 2 letouny.[3]

## Specifikace (Do 215 B-1)

### Technické údaje
- Posádka: 4
- Rozpětí: 18 m
- Délka: 15,79 m
- Výška: 4,56 m
- Nosná plocha: 55 m²
- Hmotnost prázdného stroje: 5780 kg
- Vzletová hmotnost: 8810 kg
- Stoupavost u země: 6,1 m/s
- Pohonné jednotky: 2× řadové dvanáctiválcové kapalinou chlazené motory Daimler-Benz DB 601 Aa
- Vzletový výkon: 809 kW

### Výkony
- Maximální rychlost u hladiny moře: 384 km/h
- ve 4000 m: 465 km/h
- v 5000 m : 470 km/h
- Dostup: 9000 m
- Dolet s přídavnou nádrží: 2445 km
- Operační poloměr s pumovým nákladem do 1000 kg: 380 km

### Výzbroj
- šest kulometů MG 15 ráže 7,92 mm
- do 1000 kg pum SD 50 nebo SD 250